# Vila Cova de Alva
Vila Cova  de Alva é uma povoação portuguesa do Município de Arganil que foi sede da extinta Freguesia de Vila Cova de Alva, freguesia que tinha 12,72 km² de área e 513 habitantes (2011), e, por isso, uma densidade populacional de 40,3 hab/km².
A Freguesia de Vila Cova de Alva foi extinta em 2013, no âmbito de uma reforma administrativa nacional, tendo sido agregada à Freguesia de Anceriz, para formar uma nova freguesia denominada União das Freguesias de Vila Cova de Alva e Anseriz da qual é sede.
Vila Cova de Alva foi vila e sede de concelho, constituído por uma freguesia, até ao início do século XIX. Tinha, em 1801, 864 habitantes. Designou-se Vila Cova de Sub-Avô até 1924.

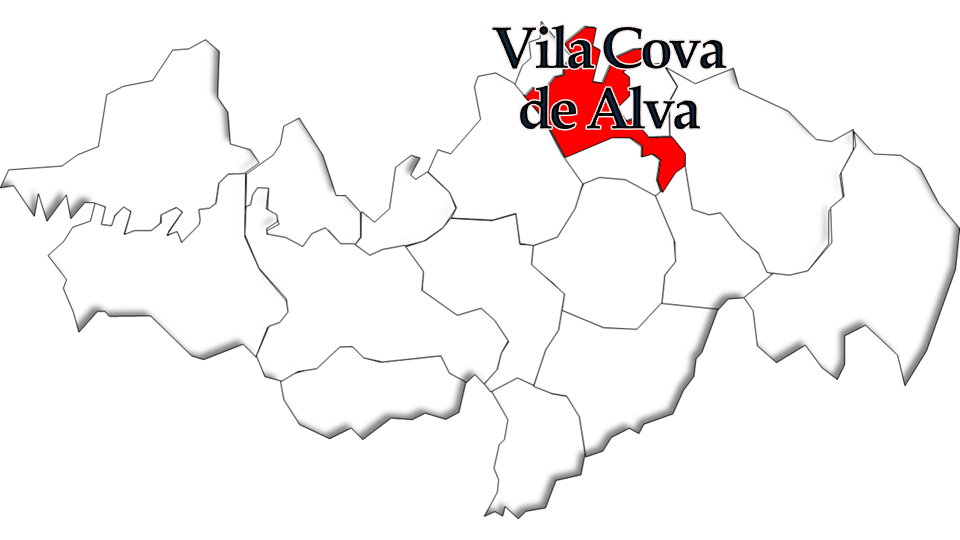
Localização no Município de Arganil

## População
| População da freguesia de Vila Cova de Alva | População da freguesia de Vila Cova de Alva | População da freguesia de Vila Cova de Alva | População da freguesia de Vila Cova de Alva | População da freguesia de Vila Cova de Alva | População da freguesia de Vila Cova de Alva | População da freguesia de Vila Cova de Alva | População da freguesia de Vila Cova de Alva | População da freguesia de Vila Cova de Alva | População da freguesia de Vila Cova de Alva | População da freguesia de Vila Cova de Alva | População da freguesia de Vila Cova de Alva | População da freguesia de Vila Cova de Alva | População da freguesia de Vila Cova de Alva | População da freguesia de Vila Cova de Alva |
| ------------------------------------------- | ------------------------------------------- | ------------------------------------------- | ------------------------------------------- | ------------------------------------------- | ------------------------------------------- | ------------------------------------------- | ------------------------------------------- | ------------------------------------------- | ------------------------------------------- | ------------------------------------------- | ------------------------------------------- | ------------------------------------------- | ------------------------------------------- | ------------------------------------------- |
| 1864                                        | 1878                                        | 1890                                        | 1900                                        | 1911                                        | 1920                                        | 1930                                        | 1940                                        | 1950                                        | 1960                                        | 1970                                        | 1981                                        | 1991                                        | 2001                                        | 2011                                        |
| 1 306                                       | 1 392                                       | 1 360                                       | 1 376                                       | 1 433                                       | 1 364                                       | 735                                         | 920                                         | 792                                         | 774                                         | 695                                         | 695                                         | 569                                         | 533                                         | 513                                         |

Pela Lei nº 1639, de 25 de julho de 1924, a freguesia de Vila Cova de Sub-Avô passou a designar-se Vila Cova de Alva e foi desanexada a freguesia de Barril de Alva, que passou a constituir uma freguesia autónoma
| Distribuição da População por Grupos Etários em 2001 e 2011 | Distribuição da População por Grupos Etários em 2001 e 2011 | Distribuição da População por Grupos Etários em 2001 e 2011 | Distribuição da População por Grupos Etários em 2001 e 2011 | Distribuição da População por Grupos Etários em 2001 e 2011 | Distribuição da População por Grupos Etários em 2001 e 2011 | Distribuição da População por Grupos Etários em 2001 e 2011 | Distribuição da População por Grupos Etários em 2001 e 2011 | Distribuição da População por Grupos Etários em 2001 e 2011 | Distribuição da População por Grupos Etários em 2001 e 2011 |
| ----------------------------------------------------------- | ----------------------------------------------------------- | ----------------------------------------------------------- | ----------------------------------------------------------- | ----------------------------------------------------------- | ----------------------------------------------------------- | ----------------------------------------------------------- | ----------------------------------------------------------- | ----------------------------------------------------------- | ----------------------------------------------------------- |
| Idade                                                       | 0-14                                                        | 15-24                                                       | 25-64                                                       | > 65                                                        |                                                             | 0-14                                                        | 15-24                                                       | 25-64                                                       | > 65                                                        |
| 2001                                                        | 62                                                          | 68                                                          | 250                                                         | 153                                                         |                                                             | 11,6%                                                       | 12,8%                                                       | 46,9%                                                       | 28,7%                                                       |
| 2011                                                        | 52                                                          | 40                                                          | 266                                                         | 155                                                         |                                                             | 10,1%                                                       | 7,8%                                                        | 51,9%                                                       | 30,2%                                                       |

## Património
- Convento de Santo António (Vila Cova de Alva)
- Igreja Matriz de Vila Cova de Alva
- Capela de Santo Antão e duas capelas de S. João (em Casal de S. João e no monte de Tosqueirões)
- Casas nobre (e Capela de Nossa Senhora da Assunção), seiscentista (junto ao pelourinho) e quinhentistas
- Antigas Casa da Câmara e cadeia
- Quinta do Pinheiral
- Ponte (sobre o rio Alva)
- Lugar da Fonte dos Passarinhos
- Praia fluvial